# Смартфон
Смартфон (на английски: smartphone – умен телефон) е мобилен телефон с разширена функционалност, сравнима с джобните компютри. Понякога се използва и терминът „комуникатор“ (на английски: Communicator, PDA Phone) – джобен компютър, допълнен с възможностите на мобилен телефон.
Смартфоните и комуникаторите се отличават от обикновените мобилни телефони с наличието на достатъчно развита операционна система. Най-често тя е отворена за разработка на приложен софтуер от странични разработчици (операционната система на обикновените мобилни телефони е затворена). Добавянето на допълнителни приложения позволява значително да се подобрят възможностите и функционалностите на смартфоните и комуникаторите в сравнение с обикновените мобилни телефони.
През третото тримесечие на 2011 г. в световен мащаб са продадени 115 млн. смартфона (увеличение с 42% спрямо същия период за предходната година). Това са 26% от всички продадени мобилни телефони.

## Терминология

### Видове смартфони според цената им
Смартфоните могат да бъдат класифицирани условно според цената им. Обикновено, по-скъпите телефони са от по-висок клас. Съществуват производители, които произвеждат устройства от един или малко на брой съседни класа. Друга част от производителите, като Samsung и Huawei произвеждат телефони в почти всички ценови категории.

#### Смартфони от нисък клас (бюджетни смартфони)
Смартфоните в нисък клас са до 300 лв. Те имат лимиран брой функции. В повечето случаи имат до 4GB RAM и 64GB ROM. Обикновено притежават единични предна и основна камера с малка резолюция. При повечето се наблюдават жак за слушалки и по-голяма батерия. Ulefone произвеждат устройства в този клас. Ниските номера на Samsung A серията, например А10 и А20, Y серията на Huawei, както и някои модели на Xiaomi и Motorola също са телефони от тази категория.

#### Смартфони от среден клас
Обикновено те струват от 300 до 700 лв. Притежават значително повече функции от бюджетните смартфони. Имат добри камери, като основната камера може да има няколко сензора. Този клас смартфони предлага най-голямото разнообразие от устройства, тъй като много производители имат серии от смартфони от среден клас. Понякога включват няколко устройства, а фирми като Samsung и Huawei имат няколко серии в този ценови диапазон.

#### Убийци на флагмани
Тези устройства се стремят да предложат функциите и спецификациите на телефон от висок клас на по-ниска цена – между 700 и 1000 лв. Motorola, Honor, Xiaomi, vivo, Oppo и OnePlus предлагат и поризвеждат повечето си смартфони в тази категория. Фокусът на производителите обикновено е насочен към луксозни подобрения – камера, процесор и т.н.

#### Евтини флагмани
Идеята зад тези устройства е подобна на тази зад убийците на флагмани. Те са включени в съответната серия, за разлика от убийците на флагмани, които обикновено са в отделна серия, и предлагат повечето функции на останалите устройства в серията, но с компромиси – по-ниска резолюция на дислея, по-стар процесор, моно вместо стерео говорители и други. Те биват пускани в продажба след излизането на флагманската серия време, от която е телефонът. Примери за такива устройства са Samsumg Galaxy S10 Lite, Note10 Lite, S20 FE и Huawei P40 lite и P40 lite E. Цената им е между 1000 лв. и цената на най-евтиния модел от съответната флагманска серия.

#### Смартфони от висок клас (флагмани)
Това са най-скъпите модели телефони. Предлагат най-много функции и производителите им ги представят на специални събития – например Samsung представя флагманите си на Galaxy Unpacked. Цените им са винаги четирицифрени. Производителите на тези устройства имат едва или две серии с такива устройства. Samsung, със своите s и note, Apple и Huawei, с P и Mate, сериите, са водещите производители на флагмани и смартфони като цяло в световен мащаб.

## История
Смартфонът еволюира от мобилния телефон, като съвместява функциите на пренос на глас и кратки съобщения с по-разширени компютърни функции като обработка на данни, интелигентност и дисплей в телефоните. Тази концепция се заражда през 1971 г., а през 1974 Теодор Параскевакос получава патент за „апарат за генериране и предаване на цифрова информация.“ Апаратите се появяват на пазара през 1993. Тези модели все още не притежават софтуерни приложения от типа, който се предлага например от личните цифрови помощници PDA. Първият модел, който въвежда в телефоните такива приложения, е пуснат на пазара през 1994 г. от IBM и американската телекомуникационна компания BellSouth: Simon Personal Communicator се счита за предвестник на модерния смартфон с много функции: провеждане на телефонни разговори, изпращане на съобщения по факс, SMS и имейл. Той има сензорен екран и адресна книга, календар с възможност за планиране на срещи, калкулатор, световен часовник и бележник. Макар от устройството да са продадени почти 50 000 бройки, то е изпреварило времето си. Пазарът не е готов за технологичната новост, защото липсват бързи мобилни връзки, браузъри и приложения.
Шведският Ericsson е първата фирма, която през 2000 г. въвежда самата дума смартфон (smartphone) във връзка с пускането на модела си GS88 Penelope. По-късно компанията рекламира на пазара своя сгъваем модел R380 и вече активно използва термина смартфон, който придобива популярност от този момент нататък. Моделът R380 е снабден с операционната система Symbian, комбинира функциите на мобилен телефон и на цифров помощник, поддържа уеб браузър и има резистивен сензорен екран със стилус.
Следва появата на iPhone на Apple през 2007 г., който предлага нов дизайн и функционалности и работи с операционна система iOS. Година по-късно следва появата на операционната система Android на Google. 20 години след появата на смартфона пазарът е нараснал до повече от 1 млрд. продажби годишно по целия свят.
Смартфоните продължават да се развиват. Следващите поколения смартфони уголемяват размерите си и подобряват камерата на предишното поколение. Тази тенденция се запазва и до днес. Скоро излизат и първите самртфони с извити дисплеи. Птоявява се тенденцията за премахване на жака за слушалки, като след 2019 г. все по-малко флагмани разполагат с такъв жак.
През 2018 г. Huawei пуска P20 серията с Huawei P20 Pro, който е първият телефон с тройна камера. Този телефон започва тенеднцията за използване на три и повече камери.
През 2019 г. се появяват първите сгъваеми смартфони. Първият такъв телефон е Samsumg Galaxy Fold, който Samsung представят заедно с S10 серията през февруари 2019 г. Телефонът се разгъва по дължина, като така се показва по-големият вътрешен екран. Заради размерите си, телефонът е класифициран като фаблет. Април същата година Samsung обявяват на Galaxy A Event, че слага клай на J серията от срден клас и я обединява с А серията, също от средни клас. В резултат се появяват телефоните А10, А20, А30, А40 и т.н. до А90. По-късно същата година Huawei представят Huawei Mate X.

## Характеристики

### Хардуер

#### Дисплеи
Една от основните характеристики на смартфоните е техният екран. Той обикновено запълва по-голямата част от предната повърхност на телефона (около 70%); размерът на екрана обикновено определя размера на смартфона. Повечето от дисплеите имат отношение на страните 16:9; някои от тях са с отношение 4:3 или с други отношения. Дисплеите се оценяват по дължината на диагонала им в инчове, като се започне от 2,45 инча. Телефони с екрани по-големи от 5,2 инча често се наричат фаблети (phablets – от телефон и таблет). Смартфоните с екрани над 4,5 инча често трябва да се местят в ръката, когато се ползват с една ръка, тъй като пръстите не могат да достигнат всяка точка на екрана, или се използват с двете ръце. Най-често дисплеите са течнокристални (LCD); други технологии са IPS, LED, OLED, AMOLED и E Ink. През 2010-те са разработени и брайлови екрани, които могат да се използват от хора с увредено зрение.

### Софтуер

#### Операционни системи
През 2010 г. голям ръст бележи операционната система на Google Android – от 4% през 2009 г. до 33% в началото на 2011 г., с което излиза на първо място пред дългогодишния първенец Symbian OS. По-малки съперници са BlackBerry OS, iOS на Apple, новата операционна среда на Samsung bada, webOS на HP и Windows Phone OS на Microsoft, която разчита на възраждане чрез съюза си с Nokia.
Повече от 90% от годишните продажби на мобилни апарати в света са на устройства, управлявани от Google Android и мобилните операционни системи на Apple.